# 253 Матилда
253 Матилда (лат. 253 Mathilde) је астероид главног астероидног појаса. Приближан пречник астероида је 52,8 km,
а средња удаљеност астероида од Сунца износи 2,646 астрономских јединица (АЈ).
Инклинација (нагиб) орбите у односу на раван еклиптике је 6,741 степени, а орбитални период износи 1572,201 дана (4,304 године). Ексцентрицитет орбите астероида износи 0,267.
Апсолутна магнитуда астероида износи 10,20 а геометријски албедо 0,043.
Астероид је откривен 12. новембра 1885. Године 1997. је близу њега прошао сателит NEAR Shoemaker и послао фотографије и податке.